# Jeziernik (powiat człuchowski)
Jeziernik (kaszub. Jézérnëk) – osada w Polsce położona w województwie pomorskim, w powiecie człuchowskim, w gminie Rzeczenica. 
Osada położona przy  trasie linii kolejowej 405 łączącej w swym przebiegu Szczecinek z Miastkiem, nad jeziorem Bielsko. 
Miejscowość wchodzi w skład sołectwa Brzezie.
W latach 1975–1998 miejscowość administracyjnie należała do województwa słupskiego.